# Арабско коприварче
Арабско коприварче (Sylvia leucomelaena) е вид птица от семейство Коприварчеви (Sylviidae).

## Разпространение
Видът е разпространен в Джибути, Египет, Еритрея, Израел, Йордания, Йемен, Оман, Саудитска Арабия, Сомалия и Судан.